# Витез (община, Босния и Герцеговина)
Община Витез (босн. и хорв. Opština Vitez, серб. Општина Витез) — боснийская община, расположенная в центральной части Федерации Боснии и Герцеговины. Административным центром является город Витез.

## Географическое положение
Община Витез расположена в центре долины реки Лашвы, которая протекает от горы Влашич (юго-восток страны) до города Бусовача, центра одноимённой общины. Высота долины составляет в среднем от 390 до 480 м над ровнем моря: на наименьшей высоте в 415 метров находится центр общины, Витез, а на максимальной высоте располагается село Заселе (700 м). Климат резко континентальный: температура зимой достигает -28 °C, а летом до +36 °C.

## Население
По переписи 1991 года население общины составляло 27859 человек в 34 населённых пунктах. По оценке на 2012 год, в общине проживает 25214 человек.

## Населённые пункты общины
Ахмичи, Била, Брдо, Букве, Велики-Мошунь, Витез, Враниска, Врховине, Гачице, Горня-Вечериска, Дивяк, Доня-Вечериска, Дубравица, Забиле, Заселе, Кратине, Крчевине, Кртине, Крушчица, Лупац, Любић, Мали-Мошунь, Надиоци, Пиричи, Почулица, Преочица, Прнявор, Путковичи, Риека, Садоваче, Сиврино-Село, Толовичи, Шантичи и Ярдол.